# Conti di Cerreto Sannita
Di seguito è riportata la cronotassi dei conti di Cerreto Sannita dalle origini sino all'abolizione del feudalesimo avvenuta nel 1806.
Cerreto Sannita è stata feudo della famiglia Sanframondo (o Sanframondi) dal 1151 al 1460 per poi diventare possedimento della famiglia Carafa nel 1483.
I Sanframondo risiedevano nel castello di Limata (presso San Lorenzo Maggiore) mentre i Carafa abitavano a Napoli nel palazzo Carafa di Maddaloni e frequentavano di rado il feudo cerretese. 
La famiglia Carafa divise i suoi possedimenti in due contee: la contea inferiore che aveva come capoluogo Maddaloni, e la contea superiore che aveva come capoluogo Cerreto Sannita.
I conti Carafa nominavano periodicamente per ciascuna delle due contee un viceconte che curava i loro interessi; per la contea superiore questi risiedeva a Cerreto Sannita nel palazzo del viceconte a lui destinato. L'amministrazione giudiziaria, invece, era di competenza del Governatore o capitaneo in carica un anno che presiedeva la Corte di giustizia laicale con l'intervento dell'Erario. Per l'amministrazione del comune vi era la Giunta formata dal sindaco, anch'esso di nomina annuale, scelto a rotazione fra i cosiddetti quattro "eletti" che deliberavano insieme al Consiglio formato da dodici consiglieri che si rinnovavano sei per volta entro un biennio.

## Cronotassi dei conti di Cerreto Sannita

### Casata dei Sanframondo  (1151-1460)
| Nome              | Anno di investitura | Anno di decadenza |
| ----------------- | ------------------- | ----------------- |
| Raone il normanno | ?                   | 1151              |
| Guglielmo I       | 1151                | 1160              |
| Guglielmo II      | 1160                | ?                 |
| Giovanni I        | ?                   | 1227              |
| Guglielmo III     | 1227                | 1261              |
| Tommaso I         | 1261                | 1285              |
| Giovanni II       | 1285                | 1319              |
| Leonardo          | 1319                | ?                 |
| Tommaso II        | ?                   | 1363              |
| Nicola            | 1363                | ?                 |
| Leonardo          | ?                   | 1382              |
| Pietro            | 1382                | ?                 |
| Nicola            | ?                   | ?                 |
| Carlo             | ?                   | ?                 |
| Giovanni          | ?                   | 1460              |

### Casata dei Carafa (1483-1807)
| Nome                                     | Anno di investitura | Anno di decadenza |
| ---------------------------------------- | ------------------- | ----------------- |
| Diomede I                                | 1483                | 1487              |
| Giantommaso                              | 1487                | 1520              |
| Diomede II                               | 1520                | 1536              |
| Diomede III                              | 1536                | 1561              |
| Marzio I                                 | 1567                | 1607              |
| Diomede IV                               | 1607                | 1611              |
| Marzio II                                | 1611                | 1628              |
| Diomede V                                | 1628                | 1660              |
| Marzio III                               | 1660                | 1703              |
| Carlo                                    | 1703                | 1761              |
| Filippo                                  | 1761                | 1793              |
| Diomede VI                               | 1793                | 1805              |
| Marzio Domenico                          | 1805                | 1806              |
| Marzio Pacecco dei Principi di Colubrano | 1807                | 1807              |

## Stemmi

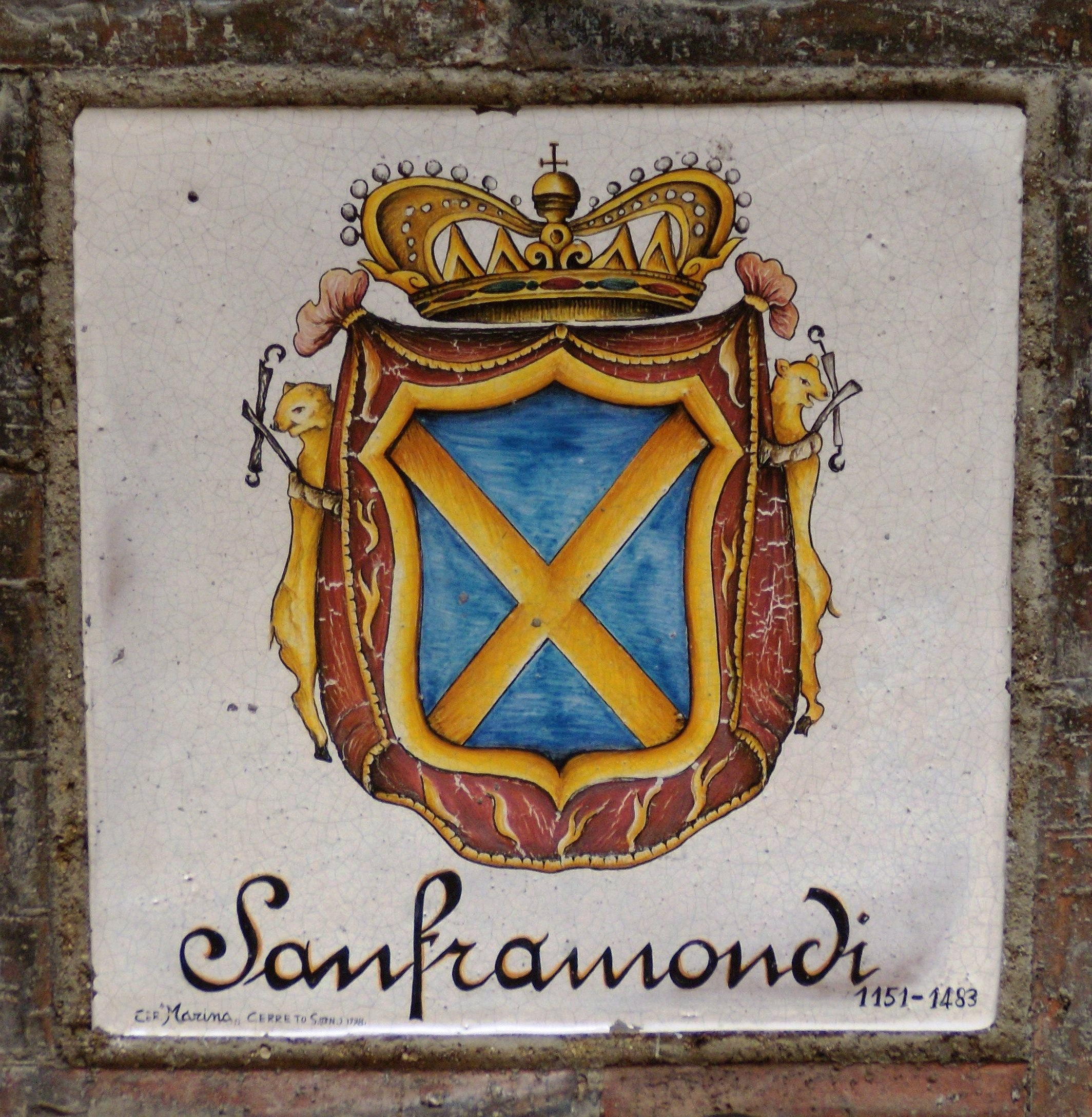
Stemma dei Sanframondo.
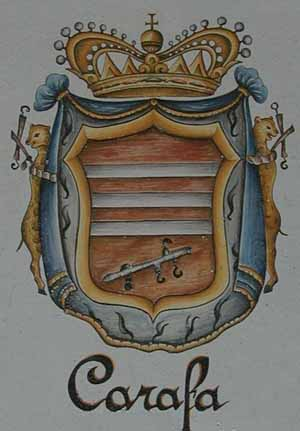
Stemma dei Carafa.